# San Luis del Acho
San Luis del Acho, auch San Luis de El Acho, ist eine Ortschaft und eine Parroquia rural („ländliches Kirchspiel“) im Kanton Santiago der ecuadorianischen Provinz Morona Santiago. Die Parroquia besitzt eine Fläche von 59,97 km². Beim Zensus 2010 wurden 618 Einwohner gezählt.

## Lage
Die Parroquia San Luis del Acho befindet sich in der vorandinen Zone zwischen der Ostflanke der Cordillera Real und der Cordillera de Kutukú. Der Río Paute begrenzt das Areal im Nordosten. Der Río Namangoza fließt entlang der östlichen Verwaltungsgrenze nach Süden. Dessen rechter Nebenfluss Río Yunganza fließt entlang der südöstlichen Verwaltungsgrenze in Richtung Ostnordost. Der etwa 530 m hoch gelegene Hauptort San Luis del Acho befindet sich 7,5 km südöstlich vom Kantonshauptort Santiago de Méndez am rechten Flussufer des Río Namangoza. Die Fernstraße E45 (Macas–Zamora) durchquert den Westen der Parroquia in südwestlicher Richtung.
Die Parroquia San Luis del Acho grenzt im Nordwesten und im zentralen Norden an die Parroquia Chupianza, im Nordosten an die Parroquia Santiago de Méndez, im Osten an die Parroquia Patuca sowie im Süden an die Parroquias Santa Susana de Chiviaza und Yunganza (Kanton Limón Indanza).